# Præsidentvalget i USA 1836
Præsidentvalget i USA 1836 var det 13. præsidentvalg i USA, som blev afholdt fra torsdag den 3. november til onsdag den 7. december 1836. I den tredje valgsejr i træk for Det Demokratiske Parti besejrede den siddende vicepræsident Martin Van Buren fire kandidater, som var opstillet af det nye Whigparti .
Det demokratiske nationale konvent i 1835 valgte at nominere Van Buren (præsident Andrew Jacksons håndplukkede efterfølger) som præsidentkandidat og Richard Mentor Johnson fra Kentucky som vicepræsidentkandidat. Whigpartiet – som først lige var opstået og primært var forenet i deres modstand mod Jackson – var endnu ikke tilstrækkeligt organiseret til at blive enige om en enkelt kandidat. I håb om at fremtvinge et kontingentvalg i Repræsentanternes Hus ved at nægte demokraterne et valgflertal, stillede Whigs op med flere kandidater. De fleste nordlige whigs støttede den tidligere senator William Henry Harrison fra Ohio, mens de fleste sydlige whigs støttede senator Hugh Lawson White fra Tennessee. To andre whigs – Daniel Webster og Willie Person Mangum – vandt henholdsvis Massachusetts og South Carolina.
På trods af at han stod over for flere kandidater, vandt Van Buren et flertal af både valgmandsstemmerne og vælgerstemmerne. Ikke desto mindre var Whig-strategien meget tæt på lykkes, da Van Buren vandt den afgørende stat Pennsylvania med lidt over to procentpoint. Da Virginias vælgere stemte på Van Buren, men nægtede at stemme på partiets vicepræsidentkandidat Johnson, faldt Johnson én stemme under et valgflertal, hvilket tvang et kontingentvalg til vicepræsident. I det kontingentvalg valgte det amerikanske senat Johnson frem for Harrisons vicepræsidentkandidat, Francis Granger, ved den første afstemning.
Van Buren var den tredje siddende vicepræsident, der vandt det efterfølgende præsidentvalg – en begivenhed som ikke ville ske igen før i 1988, hvor George H.W. Bush blev valgt til præsident. Harrison sluttede på andenpladsen i både folkeafstemningen og valgmandskollegiet, og hans stærke præstation hjalp ham med at vinde Whig-nomineringen ved præsidentvalget i 1840. Valget i 1836 var afgørende for udviklingen af et stabilt topartisystem. Ved udgangen af valget var næsten alle uafhængige fraktioner blevet absorberet af enten demokraterne eller whigs.

## Yderligere læsning
- Brown, Thomas. "Richard Mentor Johnsons sammenblanding som et emne i den nationale valgkamp 1835-1836." Borgerkrigshistorie 39.1 (1993): 5-30. online
- Snyd, Mark. R. The Coming of Democracy: Presidential Campaigning in the Age of Jackson (Johns Hopkins University Press, 2018)
- Ershkowitz, Herbert B. "Valget i 1836." i amerikanske præsidentkampagner og valg;; (Routledge, 2020) s. 270-288.
- Hoffmann, William S. "Valget i 1836 i North Carolina." North Carolina Historical Review 32.1 (1955): 31–51. online
- McCormick, Richard P. "Var der en" Whig-strategi i 1836?." Journal of the Early Republic 4.1 (1984): 47-70. online
- Shade, William G. "'De mest delikate og spændende emner': Martin Van Buren, Slavery, and the Election of 1836." Journal of the Early Republic 18.3 (1998): 459-484 online .
- Silbey, Joel H. "Valget af 1836," i Arthur M. Schlesinger, Jr. og Fred L. Israel, red. History of American Presidential Elections (4 bind, 1971), I, 577–64, historie plus primære kilder
- Towers, Frank. "The Rise of the Whig Party." i A Companion to the Era of Andrew Jackson (2013): 328–347.

## Eksterne links
- "A Historical Analysis of the Electoral College". The Green Papers. Hentet 20. marts 2005.
- Presidential Election of 1836: A Resource Guide from the Library of Congress
- Election of 1836 in Counting the Votes Arkiveret 4. marts 2016 hos  Wayback Machine